# Catarama
Catarama – miasto w Ekwadorze, w prowincji Los Ríos, siedziba kontonu Urdaneta.